# اسماعیل انقروی
رسوخ‌الدین اسماعیل بن احمد انقروی (درگذشته ۱۰۴۱ق/۱۶۳۱م)، با تخلص رسوخی و مشهور به رسوخی دده، از مشایخ صوفیه و شارح مثنوی مولوی بود.

## آثار
شرح کبیر انقروی بر مثنوی مولوی با ترجمهٔ عصمت ستارزاده است که در سال ۱۳۴۸ منتشر و برندهٔ جایزه کتاب سال سلطنتی شد.